# Pseuduroxys ohausi
Pseuduroxys ohausi là một loài bọ cánh cứng trong họ Bọ hung (Scarabaeidae).